# Flygbussarna
Flygbussarna забезпечує автобусне сполучення між багатьма аеропортами та містами Швеції. Їх експлуатує компанія FAC Flygbussarna Airport Coaches AB.

## Аеропорти та міста
FAC Flygbussarna Airport Coaches надає автобусний трансфер до/з восьми аеропортів і двох портів Швеції. Однак, на відміну від багатьох туристичних компаній у Європі, жоден із автобусів не обладнаний для інвалідних візків, окрім Гетеборга.
Аеропорти:
- Стокгольм-Арланда — Стокгольм
- Стокгольм-Бромма — Стокгольм
- Стокгольм-Скавста — Стокгольм
- Стокгольм-Скавста — Лінчепінг — Норрчепінг
- Стокгольм-Вестерос — Стокгольм
- Гетеборг — Гетеборг
- Мальме — Мальме / Лунд
- Вісбю — Вісбю (влітку)

Порти:
- Стокгольм — гавань Нюнесгамн, пункт призначення поромів Готланд
- Стокгольм — «Stadsgården», пороми Viking Line
- Стокгольм — «Värtahamnen», пороми Tallink Silja Line

## Реклама
У 2009 році шведська рекламна компанія Acne побудувала туристичний автобус із 50 розбитих автомобілів. Конструкція, схожа на справжній туристичний автобус Flygbussarna, мала на меті заохотити водіїв пересісти на автобус замість власних автомобілів, що призведе до зменшення викидів CO2.